# Jókai utca (Kolozsvár)
A Jókai utca (román neve Str. Napoca) Kolozsvár belvárosában található; a Fő tér délnyugati sarkától indul nyugati irányba a Szent György tér (Piața Lucian Blaga) felé.

## Neve
1453-ban Zena wcza intr Muros, később Belső-Széna, Belső-Szén, Szén, Széna, Szin utcának nevezték. A Széna utca nevet feltehetőleg azért kapta, mert ezen az utcán hordták be a városfaltól délnyugatra fekvő kaszálókon levágott szénát. 1894-ben Jókai Mór ötvenéves írói jubileuma alkalmából kapta a Jókai utca nevet. Az első világháborút követően Nicolae Iorga történész nevét kapta, majd a második bécsi döntés után 1941-től ismét Jókai utca lett. 1964-ben kapta a Napoca nevet.

## Története
Az utca nyugati végében állt 1831-ig a csizmadiák tornya, más néven a Szén utcai kapu.
A 8. szám alatti épület két reneszánsz ház összeépítésével jött létre, az emeletet utólag, az 1840-es években építették rá. Az első világháború után a görögkatolikus egyház vásárolta meg. 1903–1903 között itt működött a Răvașul című lap szerkesztősége.
A Fő tér és a Jókai utca sarkán, a Jókai utca 2–4. szám alatt a Rhédey-palota áll, amely három vagy négy egykori ház egybeépítésével jött létre. 1777-1778-ban Bánffy Terézia egy Jókai utcára nyíló karzatos báltermet építtetett az emeleten. Ez ismeretlen okok miatt leomlott, ezt követően az új termet 1782-ben nyitották meg, és itt tartotta 1788-ban előadásait a német színitársulat, majd 1792-1793 között az első magyar színtársulat, az Erdélyi Magyar Nemes Színjátszó Társaság. Itt található az Erdélyi Múzeum-Egyesület és az Erdélyi Kárpát-Egyesület székhelye.
Vele szemben a 19. század második felében az egyemeletes, klasszicista Nemzeti Szálló állt. Ezt 1894-ben lebontották és Pákey Lajos tervei alapján 1894-95–ben épült fel az új eklektikus stílusú New York szálloda és kávéház. Ez volt az első villannyal világított épület a városban; az elektromosságot a szálloda saját áramfejlesztője biztosította.
A 12. szám alatti kétemeletes házat a Törzs és Ormai vízvezeték-, központi fűtésszerelő és csatornázási vállalat építtette 1905-ben. Utóbb az Ormai családtól a katolikus egyház örökölte, így került a Római Katolikus Tanítók Önsegélyző Alapjának tulajdonába. 1948 után államosították.
Az 1940-es évek végétől a 16. számú házban a két megyei pártlap, a Făclia és az Igazság szerkesztősége működött, 1989 óta az Adevărul és a Szabadság szerkesztősége. 1990-ben az épület a Szabadságot kiadó Minerva Kulturális Egyesület tulajdonába került, azóta Minerva Ház néven számos kulturális rendezvény színhelye. Itt kapott helyet a  Kolozsvári Kommunikáció- és Médiakutató Intézet is.
A két világháború között a Hegedűs Sándor (ma Gh. Şincai) és Jókai utca sarkán álló házban Gyergyay Árpád fül-orr-gégész magánrendelőt és kis szanatóriumot nyitott. A 17. szám alatt a Corvin könyvnyomda működött.

## Műemlékek
Az utcából az alábbi épületek szerepelnek a romániai műemlékek jegyzékében:
| Házszám | Kép | Megnevezés                                       | Építés dátuma | Műemlék kódja   |
| ------- | --- | ------------------------------------------------ | ------------- | --------------- |
| 1       |     | New York szálloda                                | 1895          | CJ-II-m-B-07436 |
| 2-4     |     | Bornemisza-ház (Rhédey-palota)                   | 15-19. század | CJ-II-m-B-07437 |
| 3       |     | „Generală” Biztosító palotája                    | 18-19. század | CJ-II-m-B-07438 |
| 5       |     | Groisz-, utóbb Veress-ház                        | 18-19. század | CJ-II-m-B-07439 |
| 6-8     |     | Görögkatolikus parókia háza                      | 18. század    | CJ-II-m-B-07440 |
| 7       |     | Kadácsi-ház                                      | 19. század    | CJ-II-m-B-07441 |
| 9       |     | Teleki-ház                                       | 16-18. század | CJ-II-m-B-07442 |
| 10      |     | Gvardazoni-ház                                   | 19. század    | CJ-II-m-B-07443 |
| 11      |     | Keresztesi-ház (Román Nemzeti Történeti Intézet) | 18-19. század | CJ-II-m-B-07444 |
| 12      |     | Ormai bérház                                     | 1905          | CJ-II-m-B-07445 |
| 14      |     | Müller-ház                                       | 18-19. század | CJ-II-m-B-07446 |
| 15      |     | Mayer-ház                                        | 18. század    | CJ-II-m-B-07447 |
| 18      |     | Zardvorniczky-ház                                | 18. század    | CJ-II-m-B-07448 |